# Heinrich Wilhelm Ernst

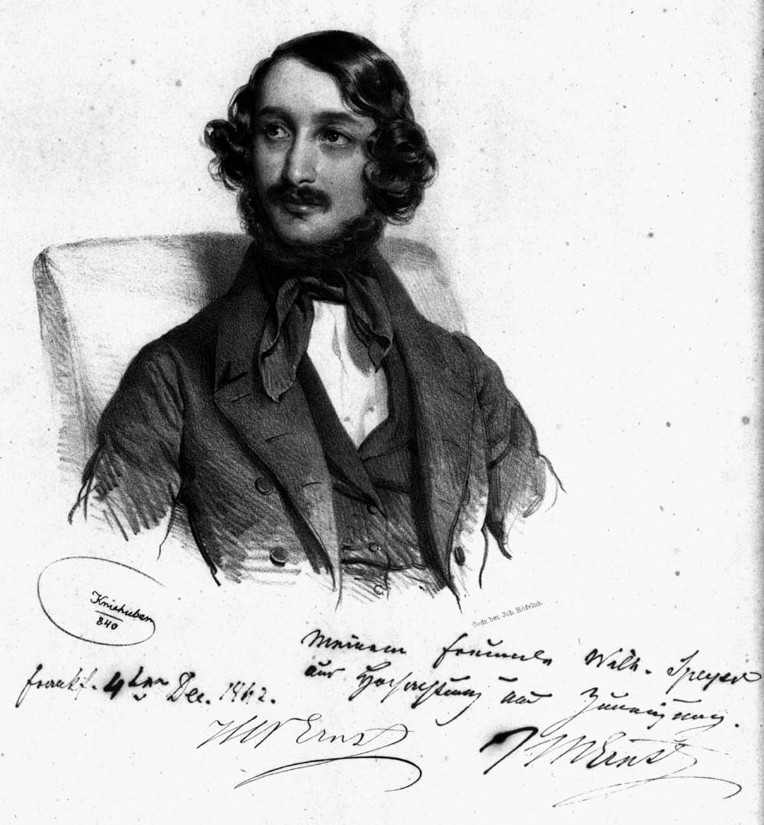
Heinrich Wilhelm Ernst, Lithographie von Josef Kriehuber, 1842 mit eigenhändiger Widmung

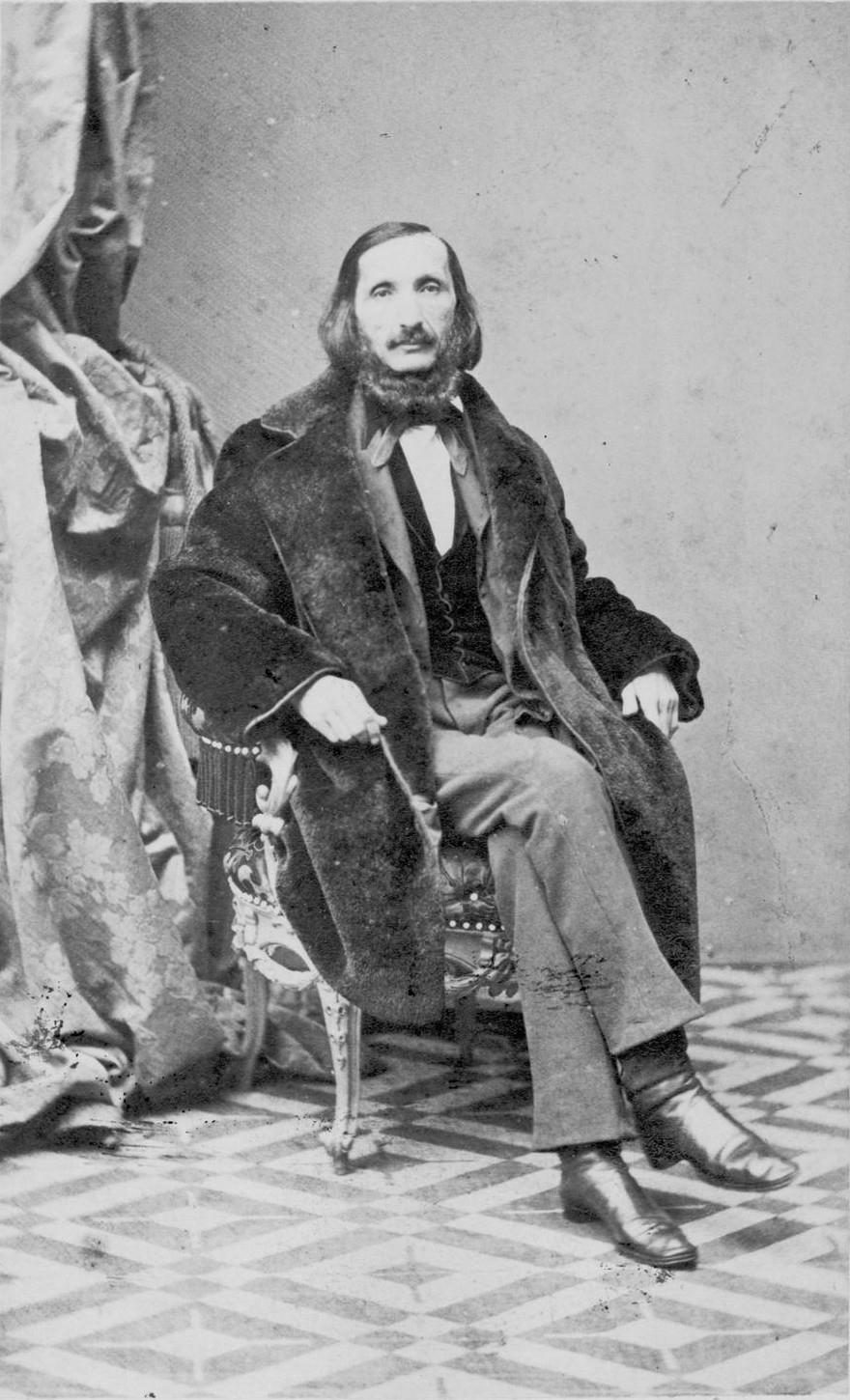
Heinrich Wilhelm Ernst, Fotografie von Ludwig Angerer

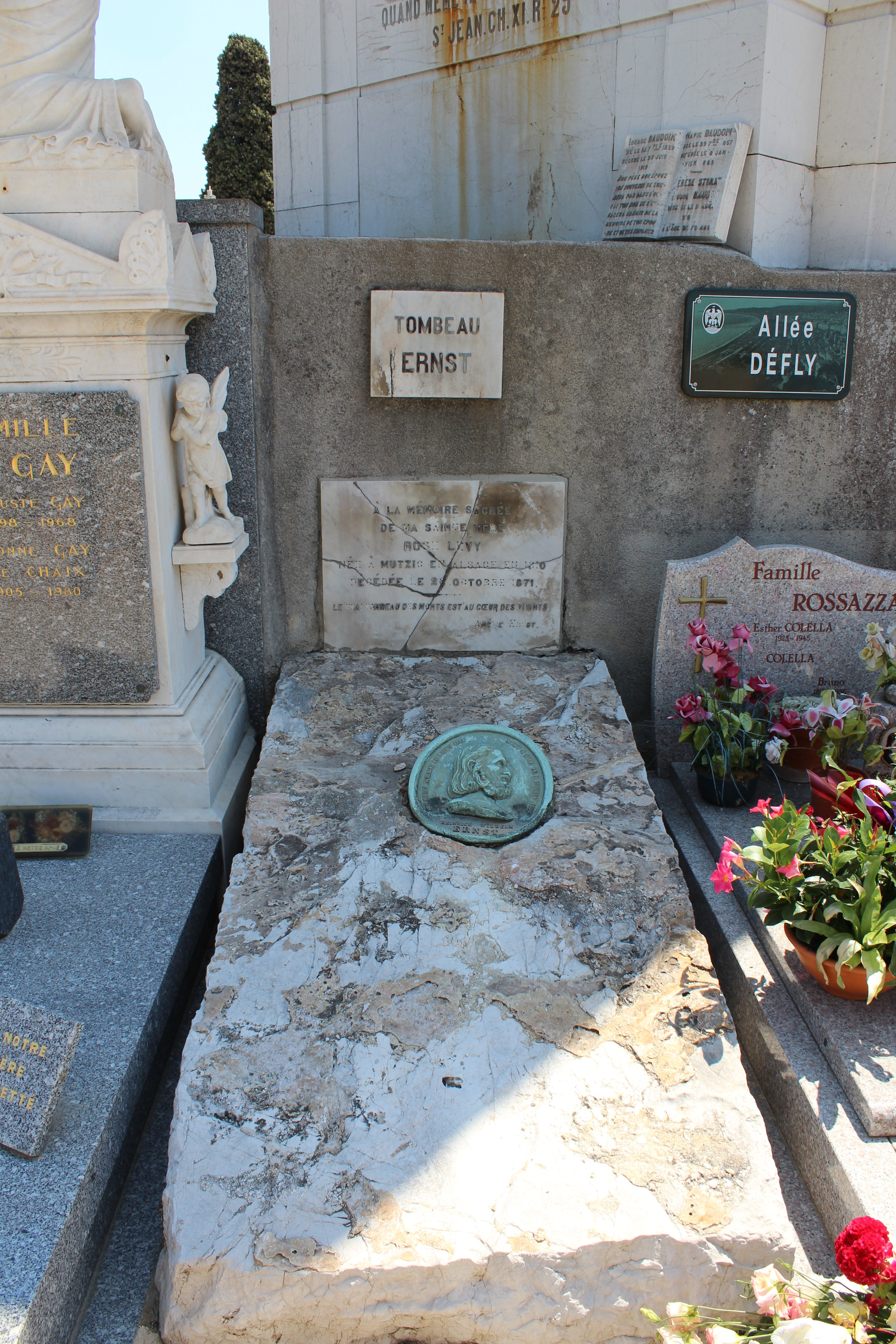
Gruft in Nizza (Zustand 2013).

Heinrich Wilhelm Ernst (* 6. Mai 1814 in Brünn, Kaisertum Österreich; † 8. Oktober 1865 in Nizza) war ein österreichischer Violinist und Komponist. Er gilt als einer der größten Geiger des 19. Jahrhunderts.

## Leben
Ernst war der Sohn eines jüdischen Gastwirts in Brünn. Als Komponist, nicht nur von virtuoser Violinmusik, fand er zu einem eigenen, unverwechselbaren Stil im Geist der Romantik, der über sein großes Vorbild Nicolò Paganini hinausweist. Wegweisend wurde für Ernst, der 1823 erste Auftritte als Geigen-Wunderkind absolviert hatte und ab 1825 am Konservatorium der Gesellschaft der Musikfreunde in Wien als Schüler von Joseph Böhm studiert hatte, eine Begegnung mit Paganini in Wien im Jahr 1828. Paganini erkannte das Talent in Ernst, während dieser sich von Paganinis Spiel so beeindruckt zeigte, dass er fortan wie besessen danach trachtete, über Paganini hinaus zu gelangen. In der Folgezeit kam es immer wieder zu Begegnungen zwischen den beiden. 1834 spielte Ernst in Brüssel, Wien, Sankt Petersburg und London mit Berlioz dessen Harold in Italien als Solobratschist, was Paganini zuvor aufgrund mangelnder Profilierungsmöglichkeiten abgelehnt hatte. Berühmt wurde ein Auftritt Ernsts in Marseille 1837, wo zur gleichen Zeit Paganini ein Konzert gab. Ernst spielte in seinem Konzert Paganinis ängstlich gehütete Werke aus dem Ohr nach.
Die beiden Geiger besaßen sehr unterschiedliche Naturen. Während Paganini sich mit der Aura des Dämonischen und Tragischen umgab, war Ernst eine humorvolle, liebenswürdige und zugängliche Person. Dies kam auch in der Wahl der Konzertinstrumente zum Ausdruck. Während Paganini seine Konzerte vorwiegend auf einer Violine von Giuseppe Guarneri del Gesù gab, konzertierte Ernst auf Violinen von Antonio Stradivari. Er besaß ein Instrument von 1726 (heute „Ernst/Plotenyi“ genannt) und eines von 1709 („Lady Hallé/Ernst“), das er bis 1865 spielte.
Am 23. Juli 1843 trat Ernst erstmals in London auf und erregte dort „großes Aufsehen“, so dass er dort in den folgenden Jahren regelmäßig gastierte. Dass Ernst nicht nur instrumentaler Schausteller, sondern auch ein tiefgründiger Musiker war, zeigt sich nicht nur in seinen Kompositionen, sondern auch in seinem Engagement in der Londoner Beethoven Quartet Society, in der er 1845/46 mit bedeutenden Virtuosen der Zeit, Joseph Joachim, Henryk Wieniawski und Alfredo Piatti, als Primarius Streichquartette Beethovens öffentlich aufführte.
 Später war Ernst auch ein Verehrer der Musik von Franz Schubert. Für einige Schubert-Werke hat Ernst Transkriptionen geschrieben, um sie auch in kleinen Konzerträumen aufführen zu können.
1862 musste er sich wegen schwerer Krankheit vom Konzertpodium zurückziehen und verlegte seinen Wohnsitz von London nach Nizza, wo er 1865 verarmt starb. Johann Strauss (Vater) hatte ihm 1840 die Fantasie Erinnerung an Ernst, oder Der Carneval in Venedig, op. 126, gewidmet.

## Werke
Von Ernst gibt es 26 nummerierte Opera, vor allem für die Violine. Das berühmteste Werk ist wohl die Grand Caprice für Violine allein op. 26 „Der Erlkönig“ (nach Goethes berühmter Ballade (1782) und Franz Schuberts Vertonung), die in ihrer großartigen Dramatik in der unbegleiteten Violinliteratur einzigartig dasteht. An Kompositionen für Violine solo sind außerdem die 6 mehrstimmigen Etüden zu erwähnen, die alle berühmten Geigern der damaligen Zeit gewidmet sind (Nr. 1 Laub, Nr. 2 Sainton, Nr. 3 Joachim, Nr. 4 Vieuxtemps, Nr. 5 Hellmesberger, Nr. 6 Bazzini) und von denen die Nr. 6, Introduktion, Thema und Variationen über das irische Volkslied „Die letzte Rose“ (The last rose of summer), am bekanntesten geworden ist. Dieses Stück ist Bazzini gewidmet, steht jedoch Paganinis Variationenwerken nahe. In der technischen Schwierigkeit diesen Werken nicht nachstehend, kommt darin aber ein anderes, vom Geist der Romantik geprägtes Schönheitsideal zum Ausdruck. Daneben sind Stücke für Violine und Orchester zu erwähnen, die zum Teil virtuos sind, wie z. B. die Fantasie brillante sur la Marche et la Romance d’Otello de G. Rossini op. 11 oder das Rondo Papageno op. 21, zum Teil aber auch melodiös und elegisch, wie z. B. die Elegie op. 10,3 oder das Notturno op. 25,2. Außerdem ist ein heute kaum noch gespieltes Violinkonzert op. 23 in fis-Moll überliefert. In diesem Werk wechseln sich ähnlich wie in den Violinkonzerten Paganinis melodiöse und virtuose Passagen ab, allerdings im Stil der Romantik. Das Werk ist im Gegensatz zu Paganinis Konzerten technisch so haarsträubend schwierig, dass sich derzeit kaum ein Geiger damit in die Öffentlichkeit wagt. Momentan sind nur vier kommerzielle Aufnahmen des Konzerts verfügbar (mit Aaron Rosand, Ruggiero Ricci, Lukas David und Ilya Grubert). Zusätzlich ist von Ernsts Kompositionen Kammermusik, etwa für Streichquartett, überliefert.

## Zitat
„Ähnliches habe ich niemals wieder gehört; wie denn Ernst der Geiger war, der turmhoch über allen anderen stand, denen ich im Leben begegnet bin.“ (Joseph Joachim 1864 über E.)

## Familie
Sein Bruder war der Journalist Moritz Ernst, der mit der Schauspielerin Josefine Kaiser verheiratet war. Deren gemeinsamer Sohn Heinrich Ernst (1848–1919) war somit sein Neffe.